# Joan Fontaine

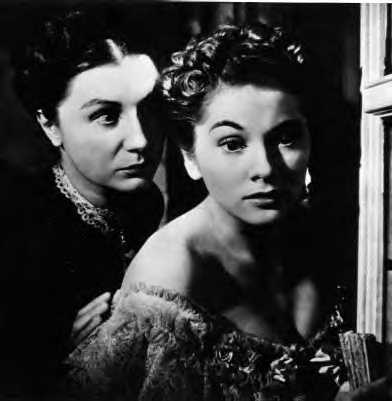
Joan Fontaine, till höger, i Hitchcock-filmen Rebecca (1940).

Joan Fontaine, ursprungligen Joan de Beauvoir de Havilland, född 22 oktober 1917 i Tokyo, Japan, död 15 december 2013 i Carmel, Kalifornien, var en brittisk-amerikansk skådespelare. Hon var yngre syster till skådespelaren Olivia de Havilland. Fontaine medverkade i över 45 långfilmer under sin karriär, som spände över fem decennier. Hon inledde sin scenkarriär 1935 och signerades av RKO Pictures. Fontaine spelade sin första större roll i flygfilmen Det gäller livet! (1937).
Fontaines karriär steg till högre nivåer efter hennes huvudroll i Alfred Hitchcocks Rebecca (1940), för vilken hon mottog den första av vad som skulle komma att bli tre nomineringar till en Oscar för bästa kvinnliga huvudroll. Följande år erhöll hon utmärkelsen för sin roll i Illdåd planeras? (1941), även den en Hitchcock-film. En tredje Oscarsnominering kom med den romantiska dramafilmen Alla himlar öppna sig (1943). Joan Fontaine medverkade mestadels i dramafilmer under 1940-talet, däribland Brev från en okänd kvinna (1948), som numera anses vara en klassiker. Under följande årtionde började hennes karriär att dala och hon övergick till att göra scen- och tv-roller. Fontaine medverkade i än färre filmer under 1960-talet, hennes sista var den brittiska skräckfilmen The Witches (1966).

## Biografi
Joan Fontaine, vars föräldrar var britter, kom till USA som barn och i början av sin karriär kom hon i skymundan av sin äldre syster Olivia. Fontaine spelade en del på scen under namnet Joan Burfield och gjorde sin första film 1935 under det namnet. Som Joan Fontaine spelade hon in filmen Den muntra maskeraden 1937. Först i början på 1940-talet tog hennes karriär riktig fart, sedan hon medverkat i två Alfred Hitchcock-filmer.
Under inspelningen av filmen Rebecca var Hitchcock och många andra i produktionen elaka mot henne, detta för att skrämma upp henne och göra henne nervös. Hitchcock ville ha Fontaine "on the edge of a nervous breakdown", alltså på gränsen till ett nervsammanbrott, och tyckte det var bäst att få henne dit på riktigt. Fontaine spelade mot Laurence Olivier som tyckte illa om henne och också behandlade henne illa. Fontaine hade fått rollen som Mrs. de Winter i stället för Vivien Leigh, Oliviers hustru.
Fontaine fick en Oscar för bästa kvinnliga huvudroll för sin roll i Illdåd planeras? 1941. Hon har förärats med en stjärna på Hollywood Walk of Fame för sina filminsatser. Stjärnan finns vid adressen 1645 Vine Street.
Fontaine var gift fyra gånger. Hon hade mångsidiga intressen och hade exempelvis pilotlicens.
Joan Fontaine avled 2013, vid 96 års ålder i sitt hem i Carmel Highlands.

## Filmografi i urval
- 1937 – Det gäller livet!
- 1937 – Den muntra maskeraden
- 1937 – En flicka i knipa
- 1939 – Gunga Din – lansiärernas hjälte
- 1939 – Kvinnorna
- 1940 – Rebecca
- 1941 – Illdåd planeras?
- 1942 – Över allt förnuft
- 1943 – Alla himlar öppna sig
- 1943 – Jane Eyre
- 1944 – Lady Dona
- 1945 – Susans kärleksaffärer
- 1946 – Det här är livet
- 1947 – En skugga faller
- 1948 – Brev från en okänd kvinna
- 1948 – Kejsarvalsen
- 1948 – Upp genom luften
- 1948 – Farligt möte
- 1950 – Det var på Capri
- 1950 – Dålig flicka
- 1951 – Darling, How Could You!
- 1952 – Slav under sin last
- 1952 – Ivanhoe – den svarte riddaren
- 1953 – Lustans lön
- 1953 – Bitter kärlek
- 1954 – Kanske en Casanova
- 1956 – Serenad
- 1956 – Falskt alibi
- 1957 – Ön i solen
- 1957 – Kvinnors längtan
- 1958 – Något av ett leende
- 1961 – SOS! Jorden brinner!
- 1962 – Ljuv är natten
- 1963 – The Alfred Hitchcock Hour (TV-serie)
- 1966 – The Witches
- 1978 – Dalande stjärna (TV-film)
- 1981 – Kärlek ombord (TV-serie)
- 1986 – Hotellet (TV-serie)
- 1986 – Dark Mansions (TV-film)